# Viggo Larsen
Viggo Larsen (14 de agosto de 1880 - 6 de enero de 1957) fue un director, actor y productor cinematográfico danés, activo en la época del cine mudo.

## Biografía
Nacido en Copenhague, Dinamarca, Larsen, que era suboficial del ejército, empezó a trabajar en el Teatro Biograph de Chicago. Allí conoció a Ole Olsen, fundador de la productora Nordisk Film, empresa en la que empezó a rodar cortometrajes semidocumentales a partir de 1906, como por ejemplo Løvejagten (1907), que obtuvo un cierto éxito, y folletines. La producción Løvejagten fue rodada en la isla danesa de Elleore y en el Zoológico de Copenhague, y fue controvertida por la escena de la muerte de un león. Con Sherlock Holmes (1907) fue el segundo actor en interpretar al célebre detective, al que encarnó en ocho filmes.
Fue autor igualmente de numerosas adaptaciones literarias como Kameliadamen (1907) y Madame sans Gene (1909), así como de producciones inspiradas en Georges Méliès. En Et Budskab til Napoleon paa Elba interpretó con convicción al emperador Napoleón. 
En 1910 abandonó Dinamarca para trabajar para la Universum Film AG en Alemania entre 1911 y 1923. Allí Larsen dirigió varias películas y colaboró con el cineasta Max Mack. También en 1910, descubrió a la actriz Wanda Treumann, la cual actuaba en el Lustspielhaus de Berlín. Junto a la actriz y a su marido, Larsen fundó la productora Treumann Larsen Film GmbH.
Larsen permaneció en Alemania hasta el final de la Segunda Guerra Mundial, volviendo después a Dinamarca. Su última película, como actor, había sido Diesel (1942), bajo dirección de Gerhard Lamprecht.
Viggo Larsen falleció en Copenhague, Dinamarca, en 1957.

## Selección de su filmografía
- 1906: To børn på Landevejen
- 1907: Løvejagten på Elleore
- 1907: Drengen med den sjette sans
- 1907: Kameliadamen
- 1912: Die Abenteuer von Lady Glane
- 1917: Los vom Manne!
- 1917: Frank Hansens Glück
- 1918: Sein letzter Seitensprung
- 1924: Orient - Die Tochter der Wüste
- 1932: Die elf Schill'schen Offiziere
- 1937: Togger
- 1938: Mordsache Holm
- 1941: Clarissa
- 1942: GPU

### Actuaciones como Sherlock Holmes
- 1908: Sherlock Holmes i Livsfare
- 1908: Sherlock Holmes II
- 1909: Den graa Dame
- 1910: Sangerindens Diamanter
- 1910: Droske 519
- 1910: Sherlock Holmes III
- 1911: Arsène Lupin contra Sherlock Holmes[1]